# Razumov (cràter)
Razumov és un cràter d'impacte situat a la cara oculta de la Lluna, més enllà del terminador nord-occidental d'acord amb com s'observa des de la Terra. Es troba a la vora exterior sud-est del cràter Landau. El cràter lleugerament més petit Petropavlovskiy envaeix parcialment la vora sud de Razumov. A l'oest-sud-oest es troba el cràter Frost.

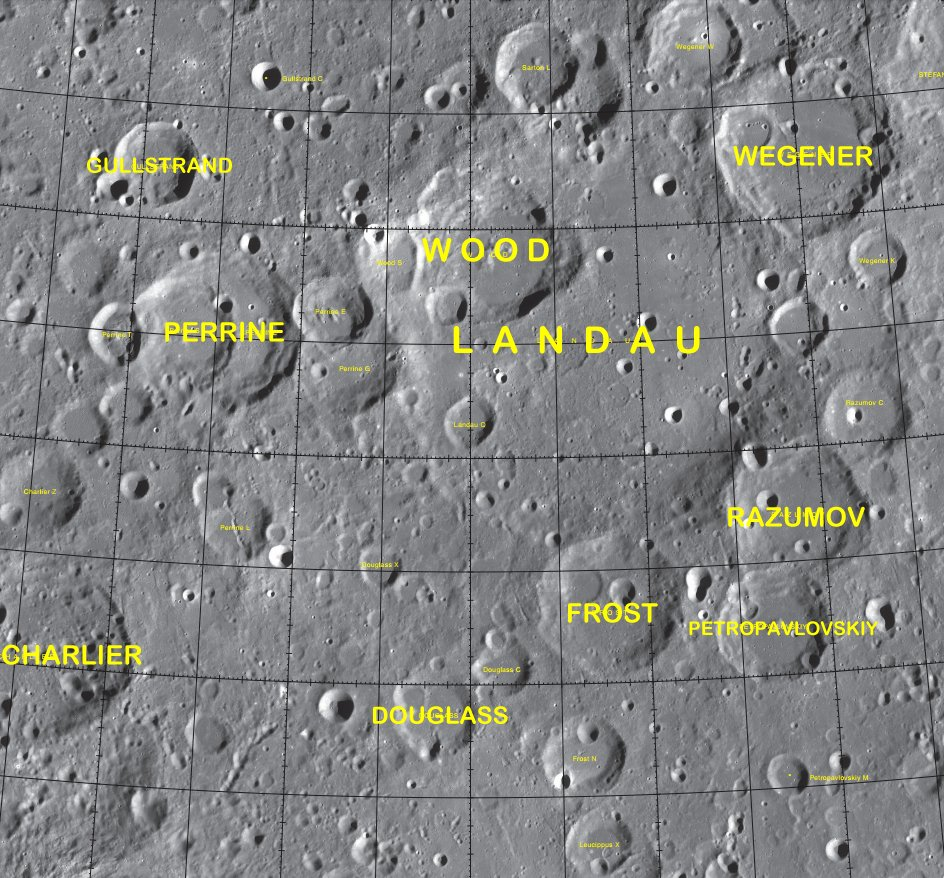
Localització de Razumov (centre dreta de la imatge)
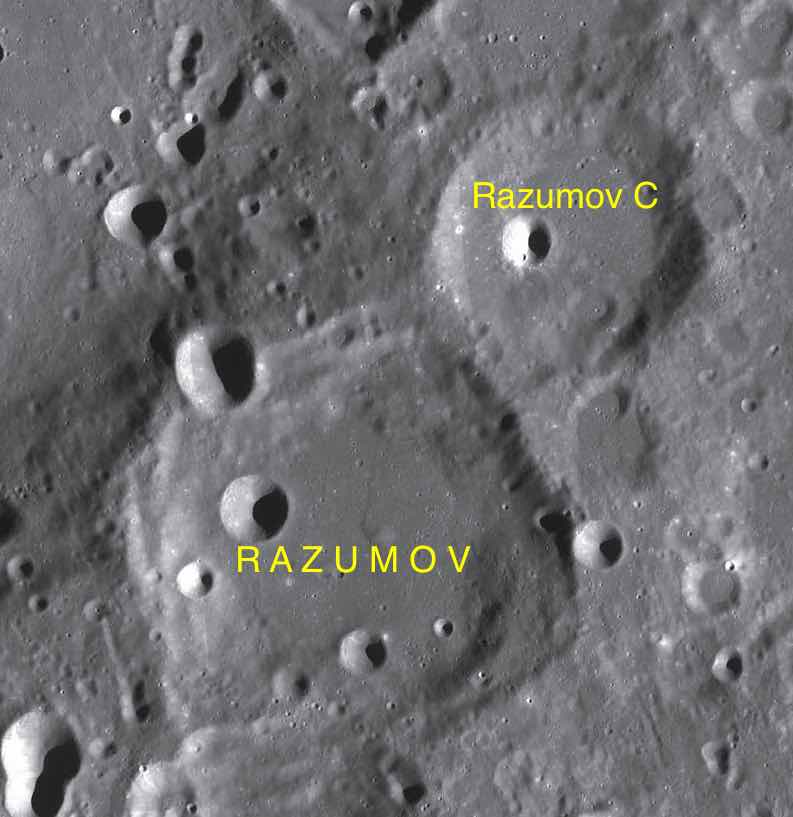
Cràters satèl·lit

Aquest cràter té una vora exterior desgastada, amb un petit cràter al sector nord-oest de la vora, que mostra protuberàncies cap al nord-nord-est i cap a l'est-sud-est. El sòl interior té un petit cràter a la meitat occidental i petits cràters a les vores occidental i meridional. D'altra banda, només està marcat per uns diminuts cràters.

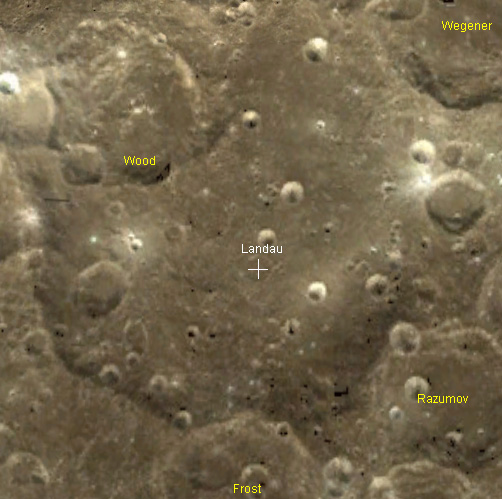
Rodalies de Razumov
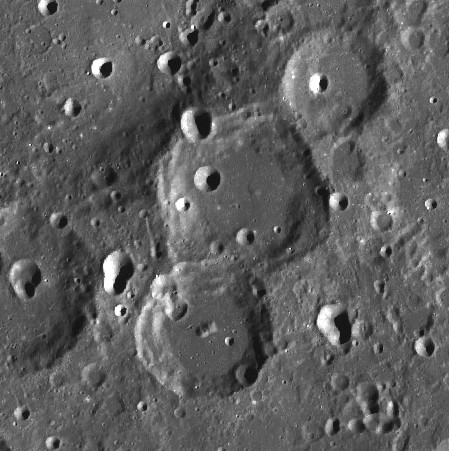
Imatge de la missió Lunar Reconnaissance Orbiter

## Cràters satèl·lit
Per convenció aquests elements són identificats en els mapes lunars posant la lletra en el costat del punt central del cràter que està més proper a Razumov.
| Razumov | Coordenades                            | Diàmetre |
| ------- | -------------------------------------- | -------- |
| C       | 40° 48′ N, 112° 24′ O / 40.8°N,112.4°O | 48 km    |